# Francis Danvers
Pour les articles homonymes, voir Danvers.
Francis Danvers, né le 22 juillet 1953, est psychologue de l'orientation, maître de conférences et professeur en sciences de l'éducation et de l'information à Université de Lille. Il a consacré sa vie professionnelle à la problématique de l’orientation des jeunes et des adultes dans une perspective d’éducation et de formation tout au long de la vie.

## Biographie
Après une formation en théologie et philosophie, il obtient une maitrise en philosophie sur la base d'un essai sur la notion marxiste d'aliénation en 1978.
En 1985, il soutient sa thèse de doctorat en sciences de l'éducation sur l'Histoire de l'orientation scolaire et professionnelle dans l'académie de Lille   sous la direction de Françoise Mayeur en 1985.
Conseiller d’orientation psychologue dans différents CIO de l’Académie de Lille (1978-1991), il a exercé en collège, lycée et université. Il est reçu major au concours de recrutement des inspecteurs de l'information et de l'orientation (IIO-IEN) en 1991.
Devenu enseignant-chercheur à l’université de Lille 3 de 1984 à 2015, il a pendant une dizaine d’années dirigé le Service commun universitaire d'accueil, d'information, d'orientation (SCUAIO-IP) et d'aide à l'insertion professionnelle des étudiants de l’université Lille 3. Il est vice-président de l’Université populaire de Lille depuis 2006 et plus récemment, il préside l’association « Apprendre à s’orienter » à Montpellier de 2015 à 2019.

## Activités diverses
- Depuis 2017, il est directeur de la collection Orientation à tout âge, aux éditions L'Harmattan.

- Président de l'Observatoire des études et recherches en éducation, Cité académique Guy Debeyre, Lille (JO 11mai 2002, n°1313, 2002-2021)
- Président de l'association Apprendre et s’orienter[4] à Montpellier (2015-2019)
- Il est Président honoraire de l'AESO depuis 2020
- Président de l'ALEA (association l'esprit d’Archimède, depuis 2019)[5]
- Membre fondateur en 1997 du GREO  (Groupe de recherche sur l'évolution de l'orientation scolaire et professionnelle - INETOP-CNAM-Paris), et depuis 2021, président de l'association.
- Vice-président de l'Université populaire de Lille [6] depuis 2006.
- Il est membre du Conseil de développement de la Métropole européenne de Lille depuis 2016.

## Publications

### Ouvrages
- Le Conseil en orientation en France, éditions Établissement d'applications psychotechniques, Issy-les-Moulineaux, 1988, 272 p
- 700 mots-clefs pour l’éducation. 500 ouvrages recensés : 1981-1991, Presses universitaires de Lille, 1992[7],[8]
- 500 mots-clefs pour l’éducation et la formation tout au long de la vie, 2ème édition, Presses universitaires du Septentrion, 701 p. 2003
- Vers la "McDonalisation" de l'éducation ?, Association francophone internationale de recherche scientifique en Education, L’Harmattan, 2006
- Modèles, concepts et pratiques en orientation des adultes, Presses universitaires du Septentrion, 2006
- Quelques paradigmes fondamentaux de l'orientation dans la vie, Congrès International d'Actualité de la Recherche en Éducation et en Formation. Strasbourg
- S’orienter dans la vie : une valeur suprême ? Tome 1, Presses universitaires du Septentrion, 2009[9]
- S’orienter dans la vie : la sérendipité au travail ? Tome 2, Presses universitaires du Septentrion, 2012[10]
- S’orienter dans la vie : un pari éducatif ? Pour des sciences pédagogiques de l'orientation, Tome 3, Presses universitaires du Septentrion, 2017
- S’orienter dans un monde en mouvement, Actes du colloque international de Cerisy-la-Salle, L’Harmattan, 2017
- S’orienter dans la vie : une expérience spirituelle ? Tome 4, Presses universitaires du Septentrion, 2019
- S’orienter dans la vie : Quel accompagnement à l'ère des transitions ? 900 Considérations pour des sciences pédagogiques de l'orientation. Tome 5, Presses universitaires du Septentrion, janvier 2022

### Ouvrages collectifs
- Qu'est-ce que l'orientation ? dans Se Former +, Pratiques et apprentissages de l'éducation, S42, Association Voies Livres, Lyon, 1994
- Orientation scolaire et professionnelle dans la Communauté européenne, rapport pour la Commission européenne : Éducation, Formation, Jeunesse avec J. Guichard J. et Y. Forner, juillet 1995
- Migrations, Interculturalité et démocratie, avec J.M. Breuvart, Presses universitaires du Septentrion, 1998
- Éduquer en santé et en orientation : enjeux et perspectives de l'évaluation, dans Billon-Descarpetnries  et F. Danvers (coord), Repères évaluatifs dans le domaine de l'éducation à l'orientation : Actes de la journée d'études tenue à l'Université de Lille 3 le 21 février 2001. Villeneuve d'Ascq : Presses de l'Université de Lille
- La vulgarisation scientifique est-elle une affaire vulgaire ? La démarche de construction d'un dictionnaire dans Les sciences de l'éducation : des recherches, une discipline, Paris, L'Harmattan, 2002, pp. 155-175
- Penser l'accompagnement en contexte de mobilité : orienter ou s'orienter, quel dilemme ? dans Penser l'accompagnement adulte, Presses Universitaires de France, 2007
- Ludwig Wittgenstein : une pédagogie en acte, avec J.P. Saint-Fleur dans Recherches et Éducations, n°3, 2010
- L'énigme du sujet en éducation à la santé dans Recherches et Formations, Éducation à la santé dans et hors l'école, 2012
- Les sciences de l’éducation, une discipline scientifique ? dans Quels modèles de recherche scientifique en travail social ? Presses de l’EHESP, 2013
- Orientation professionnelle dans Dictionnaire des concepts de la professionnalisation, De Boeck Supérieur, 2013
- Humanisme et Santé globale dans Dictionnaire francophone de la responsabilité sociale en santé, Rouen et Le Havre, PURH, 2019
- Histoires de vie et orientation, avec G. Francequin et F. Grosbras, L'Harmattan, Collection Orientation à tout âge, 4ème trimestre 2021

### Articles
- Histoire des services d'orientation dans l'académie de Lille : 1922-1980, dans revue Orientation scolaire et professionnelle, n°2, 1986
- Pour une histoire de l'orientation professionnelle, dans Histoire de l'éducation, n°37, janvier 1988, INRP
- Le bureau universitaire de statistiques d'Alfred Rosier : mémoire et modernité, dans Orientation scolaire et professionnelle, n°1, 1990
- Note sur l'histoire de l'orientation professionnelle en France, dans Histoire de l'éducation, n 49, janvier 1991, INRP[11]
- L'orientation scolaire et professionnelle, matière d'enseignement ?, dans Spirale, n°14, 1994, p.165-180
- La professionnalisation dans les métiers du "counseling psychologique", dans Spirale n°13, 1994, p. 129-148
- La pensée pédagogique de Wittgenstein, avec J.P. Saint-Fleur et B. Thibault, Spirale, Revue de recherches en Éducation, IUFM Nord-Pas de Calais, MAFPEN de Lille, UFR des Sciences de l'éducation de Lille3, Hors série n°1, 1996
- Vérité et utopie chez Pierre Naville, dans Orientation scolaire et professionnelle, n°2, 1997
- Le code de déontologie des psychologues, dans Spirale n°22, 1998, p. 95-104
- Orientation dans Encyclopédie historique - Questions pédagogiques, 1999, p. 426-437
- La pensée anarchiste et le problème de l'orientation professionnelle dans l'entre-deux-guerres, dans Questions d'orientation, n°3, Revue de l'ACOF, sept 2000,pp. 37-56
- Idée et historicité de l'orientation : premiers jalons pour une histoire anthropologique de l'orientation des jeunes et des adultes au XXème siècle, Spirale, n°31, 2002[lire en ligne]
- L'éducation à l'orientation, dans Perspectives documentaires en éducation, n°60, Paris, INRP, 2003
- Les champs de l'éducation et de la formation, dans Perspectives documentaires en éducation, n°61, Paris, INRP, 2004, pp.87-98
- La condition post-moderne du sujet de la connaissance, dans Observatoire de la citoyenneté européenne, Actes de la journée régionale d'études Action-Culture Lille3, 2004, pp. 49-68
- L'orientation professionnelle en réorientation : les dimensions culturelles, revue POUR, groupe de recherche pour l'éducation à la perspective, GREP, Paris, n° 183, 2004, pp. 73-78
- Pourquoi l'orientation que nous construisons est-elle dans un vide anthropologique ?, dans La pensée critique en éducation, Actes du colloque international de l'AFIRSE, Saint-Jacques de Compostelle, Espagne, 2004, pp. 122-129
- Orientation in Dictionnaire encyclopédique de l'éducation et de la formation, 3ème Ed, Retz, 2005, pp. 687-692
- Entre religion et laïcité, quel espace pour penser le concept de vocation ?, dans Education, religion et laïcité, vol 61, T1, coll Education comparée, AFEC, 2007, pp. 318-332
- Orientation scolaire, dans Dictionnaire des inégalités scolaires, Paris, ESF, 2007, pp.215-218
- Médecine d'hier et de demain : la médecine d'orientation scolaire et professionnelle, dans Se former, s'orienter tout au long de sa vie, Spirale n°41, 2008, pp.73-84
- Le conseil en orientation à l'université: un enjeu pour l'insertion professionnelle des étudiants. Perspective socio-historique, dans L'évaluation à l'université. Evaluer ou conseiller, Presses universitaires de Rennes, 2009, pp. 157-174
- Clinique dans Recherche & formation 2010/1 (n° 63)
- Les évènements de mai-juin 1968 et l'orientation scolaire et universitaire & Représentations, valeurs et compétences préparant à la création d'entreprise, avec C. Lemoine, dans L'orientation : une problématique renouvelée, TransFormations, n°3, mars 2010, Villeneuve d'Ascq, Lille1
- Les événements de mai-juin 1968 et l'orientation scolaire et professionnelle : une question de sens, dans TransFormations, n°3/2010, pp. 97-120
- L'injonction biographique dans la Validation des acquis de l'expérience : considérations autour de la mise à l'épreuve de soi comme acte de formation, dans Recherches & Educations, 10/2014 (pp. 47-60)
- S'orienter dans la vie avec l'avancée en âge, dans Sylver économie, vulnérabilités et territoires, Presses universitaires de Valenciennes, 2020, pp. 27-46